# Il cantante del luna park
Il cantante del luna park (Roustabout) è un film del 1964 diretto da John Rich ed interpretato da Elvis Presley.

## Trama

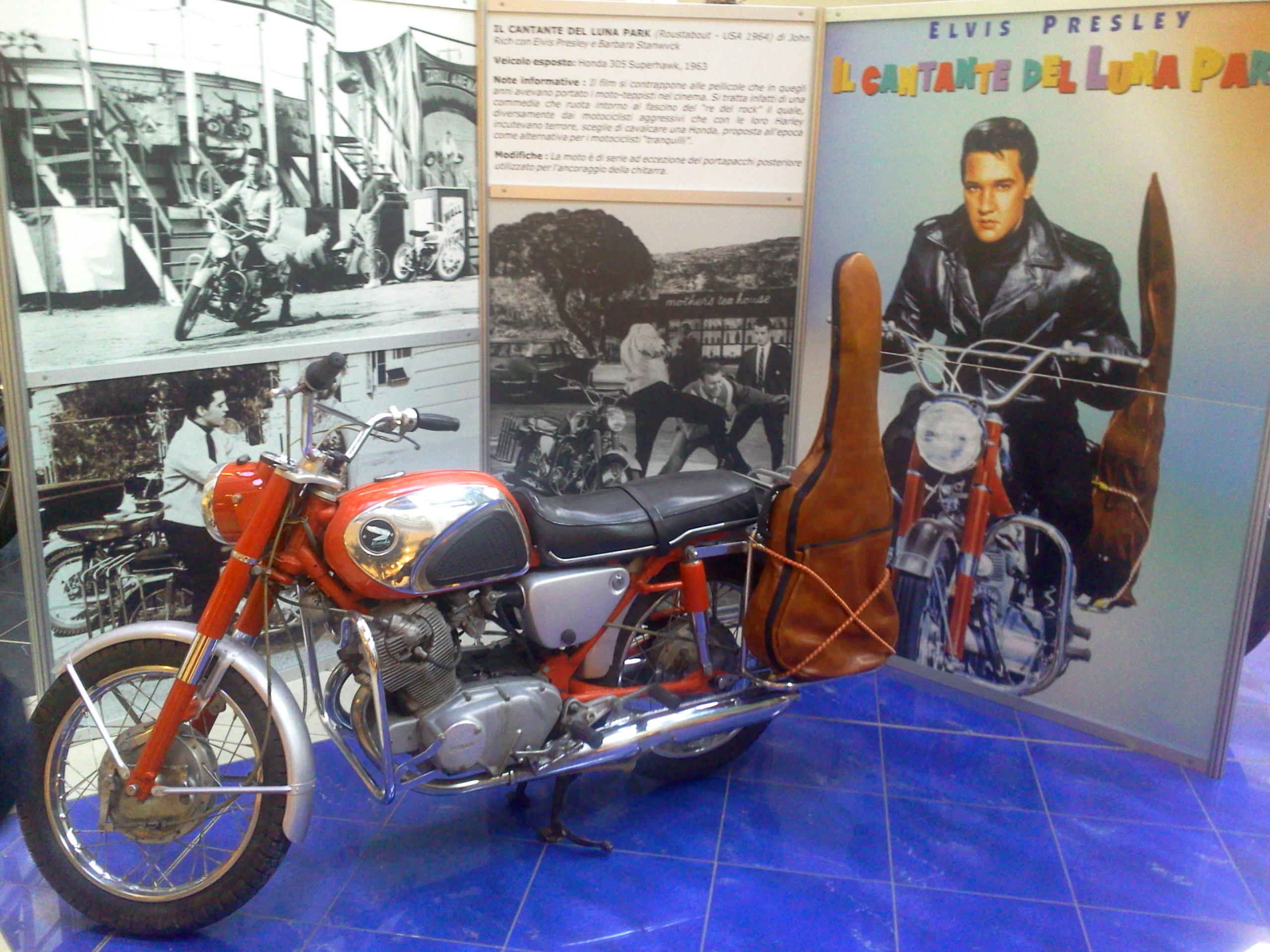
La Honda CB77 usata da Elvis Presley nelle riprese del film

Il musicista girovago Charlie Rogers, riesce grazie alle sue canzoni a salvare dal fallimento il luna park diretto da Maggie Morgan. Un giorno Charlie viene ingiustamente accusato di furto, e così abbandona il luna park e si mette a cantare per la concorrenza. Però ben presto scopre di essere troppo affezionato ai suoi vecchi amici e torna da loro facendo quindi tornare al successo il loro parco divertimenti.

## Colonna sonora
I brani del film: Roustabout; Poison Ivy League; One Track Heart; Wheels On My Heels; It's a Wonderful World; It's Carnival Time; Carny Town; Hard Knocks; There's a Brand New Day On the Horizon; Big Love, Big Heartache; Little Egypt.
Vennero tutti pubblicati all'epoca sull'album Roustabout (LPM/LSP 2999).
Durante le medesime sessions venne registrato un altro brano, I'm a Roustabout, poi non incluso nella colonna sonora; rimase inedito fino al 2003 quando venne incluso sulla raccolta 2nd to None.
Nel 1993 i brani dell'LP vennero inclusi sul CD "Viva Las Vegas And Roustabout" (della serie Double Feature), senza l'aggiunta di bonus tracks.
Nel 2017 l'album originale venne ristampato su CD rispettando la grafica originale, con l'aggiunta di I'm a Roustabout e 21 versioni alternative.

## Critica
Mentre il New York Times si rifiutò di recensire la pellicola, Variety stroncò il film ma ammise che probabilmente si sarebbe rivelato un successo grazie ai grossi nomi delle star coinvolte, alle canzoni, e alla fotografia in Technicolor.

## Curiosità
- In ruoli non accreditati, fanno la loro apparizione Billy Barty nella parte del nano Billy, nonché Teri Garr e Raquel Welch come due studentesse. La Garr partecipa anche a diverse sequenze di ballo come ballerina sullo sfondo. Anche Richard Kiel, il futuro "Squalo" di 007, appare brevemente nel finale del film come uomo forzuto,